# Neopolis
Neopolis est une collection de bandes dessinées publiée par les éditions Delcourt.

## Catalogue
Acriboréa (série)
scénario Sylvain Cordurié ; dessins Stéphane Créty ; couleurs Sandrine Cordurié
Aménophis IV (série)
scénario Dieter ; dessins Étienne Le Roux ; couleurs Hubert
Les Âmes d'Helios (série)
scénario Philippe Saimbert ; dessins et couleurs Roberto Ricci
Arcane majeur (série)
scénario Jean-Pierre Pécau ; dessins et couleurs Damien
Arcanes (série)
scénario Jean-Pierre Pécau ; dessins Frédéric Campoy, Roland Pignault, Bojan Kovačević ; couleurs Isabelle Rabarot
Big Guy (One shot)
scénario Frank Miller ; dessins Geof Darrow ; couleurs Claude Legris
Bourbon Thret (One shot)
scénario, dessins et couleurs Geof Darrow
Carmen Mc Callum (série)
scénario Fred Duval ; dessins Gess ; couleurs Florence Breton, Isabelle Rabarot
Carmen+Travis (série)
scénario Fred Duval
Centaurus (série)
scénario Leo, Rodolphe ; dessins Janjetov
Les Chroniques de Magon (série)
scénario Nicolas Jarry ; Guillaume Lapeyre ; couleurs Elsa Brants
Les Chroniques de Sillage (série)
Albums collectifs.
Code Mc Callum (série)
scénario Fred Duval ; dessins Didier Cassegrain
Comme un poulet sans tête (One shot)
scénario, dessins et couleurs Alex Barbier
Cryozone (série)
scénario Thierry Cailleteau ; dessins Denis Bajram ; couleurs Nadine Thomas, Florence Breton
Le Cycle de Tschaï (série)
scénario Jean-David Morvan ; dessins Li-An ; couleurs Scarlett
Derm (série)
scénario Éric Stoffel ; dessins Yann Valeani ; couleurs Marie Lefebvre
Dragons (série)
scénario Frédéric Contremarche ; dessins et couleurs Joël Mouclier
Empire (série)
scénario Jean-Pierre Pécau ; dessins Igor Kordey ; couleurs Chris Chuckry
Ether Glister (série)
scénario Nathalie Ferlut ; dessins Yoann, Thierry Leprévost ; couleurs Thierry Leprévost
Les Fantômes de Neptune (série)
scénario, dessins et couleurs Valp
Golden City (série)
scénario Daniel Pecqueur ; dessins Nicolas Malfin ; couleurs Pierre Schelle
Golden Cup (série)
scénario Daniel Pecqueur ; dessins Alain Henriet ; couleurs Stéphane Rosa, Pierre Schelle
Les Guerriers du silence (série)
scénario Algésiras ; dessins Philippe Ogaki ; couleurs Stéphane Servain
Hard Boiled (série) (collections Conquistador et Neopolis)
scénario Frank Miller ; dessins Geof Darrow ; couleurs Claude Legris
L'Histoire de Siloë (série)
scénario Serge Le Tendre ; dessins et couleurs Stéphane Servain
L'Histoire secrète (série)
scénario Jean-Pierre Pécau ; dessins Igor Kordey ; couleurs Carole Beau
La Horde du Contrevent (série)
scénario et dessins Éric Henninot ; couleurs Gaëtan Georges
Idoles (série)
scénario Mathieu Gabella ; dessins Emem ; couleurs Lou
L'Ivresse des fantômes (série)
scénario Wilfrid Lupano ; dessins Morgann ; couleurs Jérôme Maffre
Little Blade (série)
scénario Jean-Pierre Pécau ; dessins Def ; couleurs Hubert
La Mandiguerre (série)
scénario Jean-David Morvan ; dessins Stefano Tamiazzo ; couleurs Christophe Araldi, Color Twins, Christian Lerolle
Meka (série)
scénario Jean-David Morvan ; dessins et couleurs Bengal
Moby Dick (série)
scénario Jean-Pierre Pécau ; dessins Željko Pahek
Les Mondes de Luz (série) (collections Conquistador et Neopolis)
scénario, dessins et couleurs Antonio Navarro
Nash (série)
scénario Jean-Pierre Pécau ; dessins Damour ; couleurs Fabrys, Stéphane Rosa, Pierre Schelle
Nävis (série)
scénario Philippe Buchet, Jean-David Morvan ; dessins Philippe Buchet, José-Luis Munuera ; couleurs Christian Lerolle
Ninie Rézergoude (série)
scénario Éric Omond ; dessins Yoann ; couleurs Hubert
Les Orphelins de la tour (série)
scénario Julien Blondel ; dessins Thomas Allart ; couleurs Citromax
Oxygène (série)
scénario François Debois ; dessins et couleurs Julien Gallot
Les Paysages de la nuit (One shot)
scénario, dessins et couleurs Alex Barbier
Rails (série) (collections Encrages et Neopolis)
scénario David Chauvel ; dessins Fred Simon ; couleurs Brigitte Findakly, Jean-Luc Simon
Le Régulateur (série)
scénario Éric Corbeyran ; dessins et couleurs Marc Moreno
Sillage (série)
scénario Jean-David Morvan ; dessins Philippe Buchet ; couleurs Philippe Buchet, Color Twins
Showergate (série)
scénario, dessins et couleurs Bruno Bellamy
Smoke City (série)
scénario Mathieu Mariolle ; dessins et couleurs Benjamin Carré
Starlight (série)
scénario Giovanni Gualdoni ; dessins Alberto Ponticelli ; couleurs Davide Turotti
Le Traque mémoire (série)
scénario et couleurs Christophe Gibelin ; dessins Stéphane Servain
Travis (série)
scénario Fred Duval ; dessins Ludwig Alizon, Christophe Quet ; couleurs Ludwig Alizon, Stéphane Rosa, Pierre Schelle
Travis Karmatronics (série)
scénario Fred Duval ; dessins Fred Blanchard ; couleurs Fabrys
Trop de bonheur (série)
scénario Jean-David Morvan ; dessins Steven Lejeune ; couleurs Kness, Stamb
Ultima Parano (série)
scénario JB ; dessins et couleurs Steph
Vortex (série)
scénario Stan, Vince ; dessins Stan, Vince ; couleurs Florence Breton
Zentak (série)
scénario Jean-Pierre Pécau ; dessins et couleurs Def